# Monster Allergy
Monster Allergy es una serie de televisión animada coproducida internacionalmente cocreada por Katja Centomo, Francesco Artibani, Alessandro Barbucci y Barbara Canepa,basada en la serie de cómics italiana del mismo nombre. Fue producida conjuntamente por Futurikon, Rainbow, M6, Rai Fiction y ZDF. Inicialmente se emitió por Rai 2 en Italia, KiKa en Alemania, y luego se emitió en M6 en Francia, YTV en Canadá, y por el bloque Kids' WB en Estados Unidos.
A partir del 13 de marzo de 2018, la serie está oficialmente disponible para streaming en YouTube.

## Resumen
La serie es sobre un niño llamado Ezequiel Zick, quien padece múltiples alergias y puede ver a los monstruos invisibles que viven entre la gente común. Zick con la ayuda de su mejor amiga, Elena Patata y su gato parlante Timothy, espera perfeccionar sus poderes para algún día convertirse en un domador de monstruos como su padre, Zobedja Zick.

## Personajes

### Domadores de Monstruos
Los domadores son monstruos con apariencia semejante a la de los humanos, poseen poderes especiales y su principal característica es la habilidad de poder utilizar el Dom, una gran cantidad de energía que es heredada de padre a hijo. El deber de los domadores es proteger a los monstruos buenos (Monstruos-Si) de los espectros negros y monstruos malvados (Monstruos-Ska).
Ezequiel Zick (Ezechiele Zick en italiano)
- Signo Universal: Dum-Zazap
- Signo Zodiacal: Capricornio

El héroe de la serie, un niño domador que está empezando a aprender sobre el mundo de los monstruos. Supuestamente tiene «todas las alergias del mundo», usando su alergia a los monstruos, puede detectarlos. Zick tiene una personalidad sensible y puede ser extremadamente malhumorado a veces. Protege a su amiga Elena Patata de todos los peligros que ocasionan Magnacat y sus aliados. Está enamorado de Elena y se lo confiesa a través de una carta en la segunda temporada pero ella no se entera ya que Bonbolo se la come.
Elena Patata
- Signo Universal: Pum-Terton
- Signo Zodiacal: Leo

La mejor amiga de Zick. Tenía el puesto de Portadora del Dombox como parte de los Domadores, y luego se le dio el puesto de Refugiadora. Elena es una niña que adora a los gatos, y el mundo de los monstruos. Se le da la Vista Dom (la habilidad de ver a los monstruos) por Greta Barrymore, la madre de Zick en el episodio «El Devorador». Elena es de carácter alegre, inteligente y se pone realmente molesta cuando su amigo la ignora. También ella intenta ayudarle con su entrenamiento de monstruos. Está enamorada de Zick y algunas veces se pone celosa cuando Zick tiene sus ojos sobre Lay Mamery.
Timoty-Moth
- Signo Universal: Dum-Tatyn

El "gato" de Zick, tiene el puesto de Tutor Estelar. Es muy misterioso, pero una gran ayuda para Zick. También se encarga del Oasis de Detención donde vigila a los monstruos que fueron desterrados de la Ciudad colgante. Fue relevado y remplazado por Jeremy-Joth de su cargo por supuesta ineficacia.
Teddy Thaur
- Signo Universal: Pum-Tertyn

Es el hijo de un amigo del padre de Zick. Siempre está molestando a Elena y no le importa poner en peligro la vida de ambos para llevar a cabo sus fines.
Zob
- Signo Universal: Pum-Teryn

Es el padre de Zick que también es domador y hasta el episodio de «¡Mugalack!» no vuelve a ser de estatura normal ya que Magnacat lo hechizó junto con el padre de Teddy.
Greta Barrymore
- Signo Universal: Pum-Palom

Es la madre de Zick y dueña de una tienda de flores, tiene el puesto de Guardiana entre los Domadores. Greta es una mujer joven quién es muy afectuosa y le gusta ayudar a las personas.

### Monstruos
Theo Barrymore
- Signo Universal: Dum-Gerpen

Es un Espectro Blanco, un fantasma bueno, es el padre de Greta y el abuelo de Zick.
Tessa Grange
- Signo Universal: Dum-Gerpen

Es un Espectro Blanco, una fantasma buena, es la madre de Greta y la abuela de Zick.
Bombo
- Signo Universal: Pum-Terton

Un Monstruo-Si que pertenece a la raza de los bombos, y vive con Zick y otros monstruos, bajo la supervisión de Timothy. Al igual que todos los monstruos de su raza, Bombo es muy grande, juguetón y un poco torpe. Su comida favorita son los zapatos de Zick. Fue desterrado por romper su dieta.
Ben Talak
- Signo Universal: Uno cada ocasión

Un Monstruo-Si que vive en la casa de Zick y se comporta como un verdadero sabelotodo, a pesar de que la mayoría de las veces inventa las cosas que dice. Pertenece a la raza de los Bobaks y fue desterrado por ser un mentiroso incorregible.
Clack Ritak
- Signo Universal: Uno para cada ocasión

Otro Monstruo-Si perteneciente a la raza de los Bobaks que vive en la casa de Zick. Cree que es un verdadero maestro del violín, pero en realidad lo toca terriblemente y por esa razón fue desterrado.
Magnacat
- Signo Universal: Dum-Papum

Uno de los más malvados mutantes Gorka. Con sus terribles poderes mentales, anhela mantener bajo su dominio tanto a los monstruos como a los humanos. Magnacat es un Monstruo-Ska que está creando un ejército de Gorkas y Androgorkas para invadir las ciudades de los humanos, y también crear la ciudad
suspendida de los monstruos. En un principio intentó usar a Zick por sus habilidades como domador y fue derrotado pero no destruido, ahora busca destruir tanto a Zick como a su padre.

### Otros personajes
Harvey Patata
- Signo Universal:Dum-Papum

Es el padre de Elena, un humano común que se acaba de mudar a la Villa Oldmill con su familia porque se convirtió en el nuevo director del supermercado local.
Julie Patata
- Signo Universal: Dum-Papum

Es la madre de Elena, una humana común que se mudó a la Villa Oldmill. Está esperando un hermano menor para Elena.

## Reparto
| Personaje       | Actor de voz original | Actor de doblaje (Canadá) | Actor de doblaje (Hispanoamérica) | Actor de doblaje (España) |
| --------------- | --------------------- | ------------------------- | --------------------------------- | ------------------------- |
| Ezequiel Zick   | Monica Ward           | Holly Gauthier-Frankel    | Tirza Pacheco                     | Sara Vivas                |
| Elena Patata    | Monica Ward           | Annie Bovaird             | Stella Lugo                       | Inés Blázquez             |
| Julie Patata    | Giò Giò Rapattoni     |                           | María Isabel Cortés               | Inés Blázquez             |
| Patty Smirnov   | Monica Bertolotti     |                           | María Isabel Cortés               | Yolanda Pérez Segoviano   |
| Greta Barrymore | Alessandra Korompay   | Pauline Little            | Klaudia Kotte                     | Yolanda Pérez Segoviano   |
| Timothy-Moth    | Oliviero Dinelli      | Michel Perron             | Orlando Arenas                    | Jesús Rodríguez           |
| Omniquod        | Marco Balzarotti      |                           | Wolfang Galindo                   | Jesús Rodríguez           |
| Ben Talak       | Claudio Moneta        |                           | Wolfang Galindo                   | José Padilla              |
| Snyakutz Bu     | Riccardo Peroni       | Gordon Masten             | Alexander Páez                    | José Padilla              |
| Magnacat        | Roberto Draghetti     | Alain Goulem              | Alexander Páez                    | José Padilla              |
| Clak Ritak      |                       |                           | Orlando Arenas                    |                           |
| Jeremy-Toth     | Ambrogio Colombo      | Terrence Scammell         | Antonio Puentes                   | Juan Antonio Arroyo       |
| Harvey Patata   | Lucio Saccone         |                           | Antonio Puentes                   | Juan Antonio Arroyo       |
| Bombo           | Pietro Ubaldi         | Rick Jones                | José Manuel Cantor                | Juan Luis Rovira          |
| Omnised         | Diego Sabre           |                           | José Manuel Cantor                | Juan Luis Rovira          |
| Mattie O'Hare   | Raffaella Castelli    |                           | Renata Vargas                     | Amparo Bravo              |

- Estudio de doblaje:  JN Global Productions

## Episodios
| Temporada | Temporada | Episodios | Episodios | Emisión original         | Emisión original     |
| Temporada | Temporada | Episodios | Episodios | Primera emisión          | Última emisión       |
| --------- | --------- | --------- | --------- | ------------------------ | -------------------- |
|           | Piloto    | Piloto    | Piloto    | 31 de enero de 2009      | 31 de enero de 2009  |
|           | 1         | 26        | 26        | 23 de septiembre de 2006 | 20 de enero de 2008  |
|           | 2         | 26        | 26        | 27 de diciembre de 2008  | 18 de agosto de 2009 |

## Transmisión
Monster Allergy fue estrenada en Italia el 6 de febrero de 2006 a través de Rai 2.
La señal M6 que fue coproductora de la caricatura, la estrenó en Francia el 18 de octubre de 2006 como parte de su programa M6 Kid.
En Alemania la primera emisión de la serie de dibujos animados fue el 23 de octubre de 2006 en KiKa, un canal de ZDF y ARD.
También fue transmitida en España por Megatrix de Antena 3 durante 2006, posteriormente fue retransmitida en otras señales como Jetix en 2007, ClanTVE en febrero de 2008, Disney Channel, y Disney XD en 2017. En Cataluña fue transmitida por el Canal Super3, y en Galicia fue transmitida en TVG2.
En los Estados Unidos, la serie se estrenó el 23 de septiembre de 2006 en el bloque de televisión Kids' WB transmitido por las filiales de la entonces recién formada red de The CW. Se emitió con escenas editadas o cortadas por limitaciones de tiempo y debido a la censura, y el orden de emisión no siguió el orden de producción. Posteriormente, la serie estuvo disponible en Netflix con su doblaje en inglés intacta.
En Hispanoamérica solo se estrenó la primera temporada el 7 de julio de 2007 a través del canal Jetix con un episodio de adelanto el 1 de julio.
En el Reino Unido la serie se emitió en BBC One y CBBC desde 2006 y posteriormente en Cartoon Network y Cartoon Network Too a partir de 2008.
En Canadá, se transmitió por YTV dentro de los bloques Crunch y The Zone.

## Poderes y equipamiento

### Poderes Dom
- Vista Dom: Permite ver a los monstruos y fantasmas invisibles.
- Voz Dom: Es la habilidad que poseen los domadores que les permite darles órdenes a los monstruos y fantasmas.
- Gesto Dom: Esta habilidad permite a los domadores poder capturar a los monstruos en sus DomBox.
- Espacio Dom: Este poder protege al domador de ataques inesperados y también le permite adaptarse a cualquier medio.
- Energía Dom: Permite al domador crear rayos de energía para paralizar o aturdir a los monstruos y eliminar espectros negros.

### Equipo del domador
- Guante del domador: Es un guante que le es otorgado al domador por su tutor, este guante permite colocar las gemas de poder.
- Gemas de poder: Son unas gemas que aumentan la fuerza Dom del domador, estas gemas son otorgadas a los domadores por sus tutores conforme va incrementando su experiencia.
- DomBox: Los DomBox son una especie de frascos en los cuales el domador puede capturar a los monstruos; para cada monstruo existe un DomBox específico, sin embargo existen también DomBox universales en los cuales se puede capturar y mantener a un monstruo durante dos horas para después almacenarlos en sus DomBox específicos de lo contrario el monstruo escapará.
- Portador del DomBox: A cada domador se le permite tener un asistente el cual se encarga de llevar los DomBox específicos y acompañar al domador en sus aventuras.
- Telepatines: Cuando un domador junta dos gemas en su guante, su tutor le otorga unos patines especiales, los cuales le permiten al domador teletransportarse a cualquier sitio.
- Disco-Monstruo: Es un artilugio inventado por Zob (padre de Zick) que sirve para hacer que cualquier monstruo baile cualquier ritmo. Según Zob, de esa forma es más fácil enlatarlos.

## Razas de Monstruos
En la serie hay diversas razas de Monstruos pero se dividen en dos categorías principales, definidas por los Domadores. Los Monstruos-Si son monstruos amigables, mientras que los Monstruos-Ska son monstruos peligrosos y hostiles.

### Monstruos-Si
- Bombos: Son monstruos grandes, glotones y muy alegres; no pueden controlar su apetito y devoran de todo (incluso objetos no comestibles). Los Bombos son monstruos pacíficos y muy amistosos y no le dan demasiada importancia a la etiqueta. La forma en la que demuestran su afecto hacia sus amigos es tragándolos para después escupirlos. Su comida favorita son los capuchinos y la ropa de los humanos.
- Bobaks: Son monstruos dedicados al estudio y actividades culturales. Les encanta demostrar su sabiduría e inteligencia. Sus cuerpos están hechos de una especie de gelatina transparente. Su actitud de superioridad hace que les desagraden a los demás monstruos.
- Snyakutzes: Son monstruos a los cuales se les "desarman" las extremidades; por lo general tienen más de dos ojos, al igual que piernas y brazos. Se les dificulta correr, saltar y moverse rápido ya que cuando lo hacen, suelen perder piezas de sus cuerpos.
- Gingis: Son monstruos vanidosos, les encantan los cumplidos y no entienden las críticas hacia ellos. Les encanta la moda humana y por ello suelen robar ropa y joyas, las cuales guardan como sus tesoros. Su mayor característica es que les encanta hacerse visibles ante los humanos.
- Zamurris: Son monstruos que literalmente cargan con una familia en sus espaldas.
- Burties: Son monstruos efímeros que nacen de las burbujas de jabón, su única actividad es la de ser extremadamente escandalosos y cuando se asustan demasiado explotan.
- Hahs: Son monstruos a los que les encanta hacer reír a los demás y por ese motivo son los doctores en la ciudad colgante de los monstruos ya que su filosofía es la de la risa curativa.
- Girtis: Son pequeños monstruos voladores, suelen ser muy tímidos y cuando están felices lo expresan volando en círculos.
- Varavans: Estos monstruos son utilizados comúnmente como un medio de transporte para los demás monstruos.
- Vacuums: Por su habilidad de adherirse a las paredes, estos monstruos son utilizados como una especie de elevadores.
- Flyvans: Son monstruos voladores muy feroces, los domadores suelen capturarlos para entrenarlos y utilizarlos como "caballos" en sus combates contra los Monstruos-Ska.

### Monstruos-Ska
- Gorkas: Son monstruos muy peligrosos, no solo para otros monstruos sino también para los humanos, debido a su habilidad para cambiar de forma pueden mimetizarse perfectamente en el mundo de los humanos.
- Androgorkas: Son humanos que por decisión propia se convierten en monstruos.
- Squarks: Estos monstruos pertenecen a la familia del agua.
- Foulers: Son monstruos pequeños, poco peligrosos a los que les gusta vivir en lugares sucios y desordenados.
- Pipluors: Son monstruos gigantescos formados por gelatina transparente, tienen muchos ojos para poder acechar mejor a su presa.
- Mugalaks: Son la clase de monstruo más grande conocida, son gordos y flácidos por lo que viven en cavernas, en su espalda tienen poros por los cuales sacan vapor como si fueran géiseres.
- Gusanos de agua: Son monstruos que como su nombre lo dice, viven en el agua, son muy similares a las serpientes.
- Bons come todo: Su aspecto físico es idéntico al de un Bombo malhumorado, sin embargo esta clase de monstruos es altamente peligroso debido a su insaciable apetito.